# Labtec
Labtec var en fabrik der producerede computertilbehør med hovedsæde i Singapore. Labtec blev startet i 1982. Labtec producerede bl.a. tastaturer, mus, højttalere og webkameraer.
I slutninger af 2001 opkøbte konkurrenten Logitech Labtec for 125 million dollars.
| Firma | Spire Denne artikel om et firma eller en virksomhed er en spire som bør udbygges. Du er velkommen til at hjælpe Wikipedia ved at udvide den. |